# Іст Бенгал
«Іст Бенгал» (ইষ্টবেঙ্গল ফুটবল ক্লাব) — індійський футбольний клуб з Колкати, Західний Бенгал, Індія, заснований в 1920 році, що виступає в I-Лізі. Клуб є триразовим чемпіоном Індії, восьмиразовим володарем Кубка Федерації, а також має три індійські Суперкубки, та ряд інших трофеїв.
Клуб має давнє суперництво з клубом «Мохун Баган», яке має назву Колкатське дербі.

## Історія

### Перші роки
1 серпня 1920 року клуб було засновано частиною колишніх представників клубу «Мохун Паган», які покинули команду через незгоду, утворивши новий клуб «Іст Бенгал».
«Іст Бенгал» приєднався до Індійської футбольної асоціації і був включений до Другого дивізіону Футбольної ліги Калькутти, зайнявши в дебютному сезоні третє місце. 8 серпня 1921 року в матчі півфіналу Кубка Куч-Біхар «Іст Бенгал» вперше зіграв проти «Мохун Багана» (0:0), започаткувавши Калькуттське дербі.
У 1924 році «Іст Бенгал» виграв Другий дивізіон і вперше отримав путівку в Перший дивізіон, де і продовжив стабільно виступати.

### 1940-ті–1970-ті роки
В 1942 році клуб вперше виграв чемпіонат Калькутти, а в наступному 1943 році клуб виграв свій перший Щит ІФА. В 1945 році клуб здобув «золотий дубль», вигравши обидва ці турніри. В подальшому команда також вигравала менш значимі Кубок Роверса в 1949 році і Кубок Дюранда в 1951 році, а також три поспіль Щита ІФА (1949, 1950, 1951).
В 1953 році клуб взяв участь в турне по СРСР і Румунії, де вони були розбиті радянською стороною у співвідношенні 13-1. Знову ж клуб протягом цього періоду виграв Кубок Роверса (1962, 1967, 1969, 1972, 1973, 1975) і Кубок Дюранда (1952, 1956, 1960, 1967, 1970, 1972, 1978), а також низку Щитів ІФА, при цьому двічі у фіналі вони долали іноземні команди — тегеранський ПАС (1:0) з Ірану у 1970 році і «Пхеньян» (3:1) з Північної Кореї В цей же час команда протягом шести років поспіль з 1970 по 1975 рік ставала чемпіоном Калькутти., значно переважаючи свого головного конкурента «Мохун Баган», в тому числі завдавши їм найбільшої поразки 0:5.

### 1980-ті–1990-ті роки
1978 і 1980 року клуб вперше вигравав Кубок Федерації. У 1984 році прийшов в клуб Діпак Дас, реорганізувавши його. Він перетворив команду на професіональну і в цьому статусі клуб виграв Кубок Федерації в 1985 році, а також став першим індійським клубом, що зіграв у нещодавно створеному Азійському кубку чемпіонів сезону 1985/86. Пізніше клуб виграв свій перший «требл» в 1990 році, здобувши Щит ІФА, Кубок Роверса і Кубок Дюранда за один сезон..
У 1993 році «Іст Бенгал» виграв свій перший міжнародний титул, яким став Кубок Вай-Вай в Непалі..
У 1996 році клуб став одним з членів-засновників першої загальнонаціональної футбольної ліги в Індії — Національної футбольної ліги.

### Теперішній час
У сезоні 2000/01 клуб вперше в своїй історії став переможцем Національної футбольної ліги, повторивши ті результати у сезонах 2002/03 і 2003/04.
2007 року в країні була створена професіональна I-Ліга, віце-чемпіоном якої команда ставала у сезонах 2010/11, 2011/12 та 2013/14. Крім цього клуб продовжував вигравати Кубок Федерації в 2007, 2009, 2010 та 2012 роках та індійський Суперкубок у 2006 і 2011 роках, а також ще один міжнародний трофей в 2003 році — клубний чемпіонат АСЕАН в Джакарті, Індонезія.
На всеазійському рівні найвищим досягненням для клубу став вихід у півфінал Кубка АФК в 2013 році, де вони програли «Кувейту СК» з Кувейту.
В цей же час «Іст Бенгал» вісім разів поспіль вигравав Футбольну лігу Калькутти з 2010 по 2017 рік (рекорд турніру).

## Статистика
| Сезон   | І    | В   | Н   | П   | ГЗ  | ГП  | РЗ   | О   | М                          |
| ------- | ---- | --- | --- | --- | --- | --- | ---- | --- | -------------------------- |
| 1996–97 | 5 a  | 3   | 2   | 0   | 6   | 2   | +4   | 11  | Вихід в чемпіонський раунд |
| 1996–97 | 14   | 7   | 4   | 3   | 19  | 11  | +8   | 25  | 3                          |
| 1997–98 | 18   | 8   | 7   | 3   | 18  | 10  | +8   | 31  | 2                          |
| 1998–99 | 10 b | 8   | 2   | 0   | 19  | 2   | +17  | 26  | Вихід в Другий раунд       |
| 1998–99 | 10   | 5   | 4   | 1   | 14  | 8   | +6   | 19  | 2                          |
| 1999–00 | 22   | 8   | 8   | 6   | 25  | 21  | +4   | 32  | 7                          |
| 2000–01 | 22   | 13  | 7   | 2   | 30  | 9   | +21  | 46  | Чемпіони                   |
| 2001–02 | 22   | 11  | 3   | 8   | 31  | 23  | +8   | 36  | 5                          |
| 2002–03 | 22   | 15  | 4   | 3   | 44  | 22  | +22  | 49  | Чемпіони                   |
| 2003–04 | 22   | 15  | 4   | 3   | 37  | 13  | +24  | 49  | Чемпіони                   |
| 2004–05 | 22   | 13  | 4   | 5   | 34  | 16  | +18  | 43  | 3                          |
| 2005–06 | 17   | 9   | 4   | 4   | 25  | 16  | +9   | 31  | 2                          |
| 2006–07 | 18   | 7   | 5   | 6   | 29  | 29  | 0    | 26  | 5                          |
| 2007–08 | 18   | 5   | 4   | 9   | 17  | 23  | -6   | 19  | 6                          |
| 2008–09 | 22   | 7   | 7   | 8   | 31  | 26  | +5   | 28  | 6                          |
| 2009–10 | 26   | 7   | 10  | 9   | 27  | 31  | -4   | 31  | 9                          |
| 2010–11 | 26   | 15  | 6   | 5   | 44  | 21  | +23  | 51  | 2                          |
| 2011–12 | 26   | 15  | 6   | 5   | 46  | 22  | +24  | 51  | 2                          |
| 2012–13 | 26   | 13  | 8   | 5   | 44  | 18  | +26  | 47  | 3                          |
| 2013–14 | 24   | 12  | 7   | 5   | 39  | 23  | +16  | 43  | 2                          |
| 2014–15 | 20   | 8   | 5   | 7   | 30  | 28  | +2   | 29  | 4                          |
| 2015–16 | 16   | 7   | 4   | 5   | 22  | 18  | +4   | 25  | 3                          |
| 2016–17 | 18   | 10  | 3   | 5   | 33  | 15  | +18  | 33  | 3                          |
| 2017–18 | 18   | 8   | 7   | 3   | 32  | 19  | +13  | 31  | 4                          |
| 2018–19 |      |     |     |     |     |     |      |     |                            |
| Всього  | 472  | 234 | 125 | 113 | 712 | 437 | +275 | 827 |                            |

## Стадіон
Історично клуб використовував кілька стадіонів у Калькутті, Хаурі і Барасаті, а з 1984 року грає на стадіон «Солт-Лейк».

### Стадіон Солт-Лейк
Стадіон «Солт-Лейк» — багатофункціональна арена у Калькутті, Західний Бенгал. Стадіон є другим за величиною автогоночним стадіоном у світі і найбільшим в Індії. В даний час використовується в основному для футбольних матчів. Стадіон був побудований в 1984 році, має місткість 85 000 глядачів. Стадіон має три яруси. Стадіон включає в себе бігові доріжки, доріжки для стрибків в довжину, електронне табло, натуральний газон, освітлення, VIP-кімната для відпочинку та конференц-зал разом з медичною кімнатою та кімнати допінг-контролю.

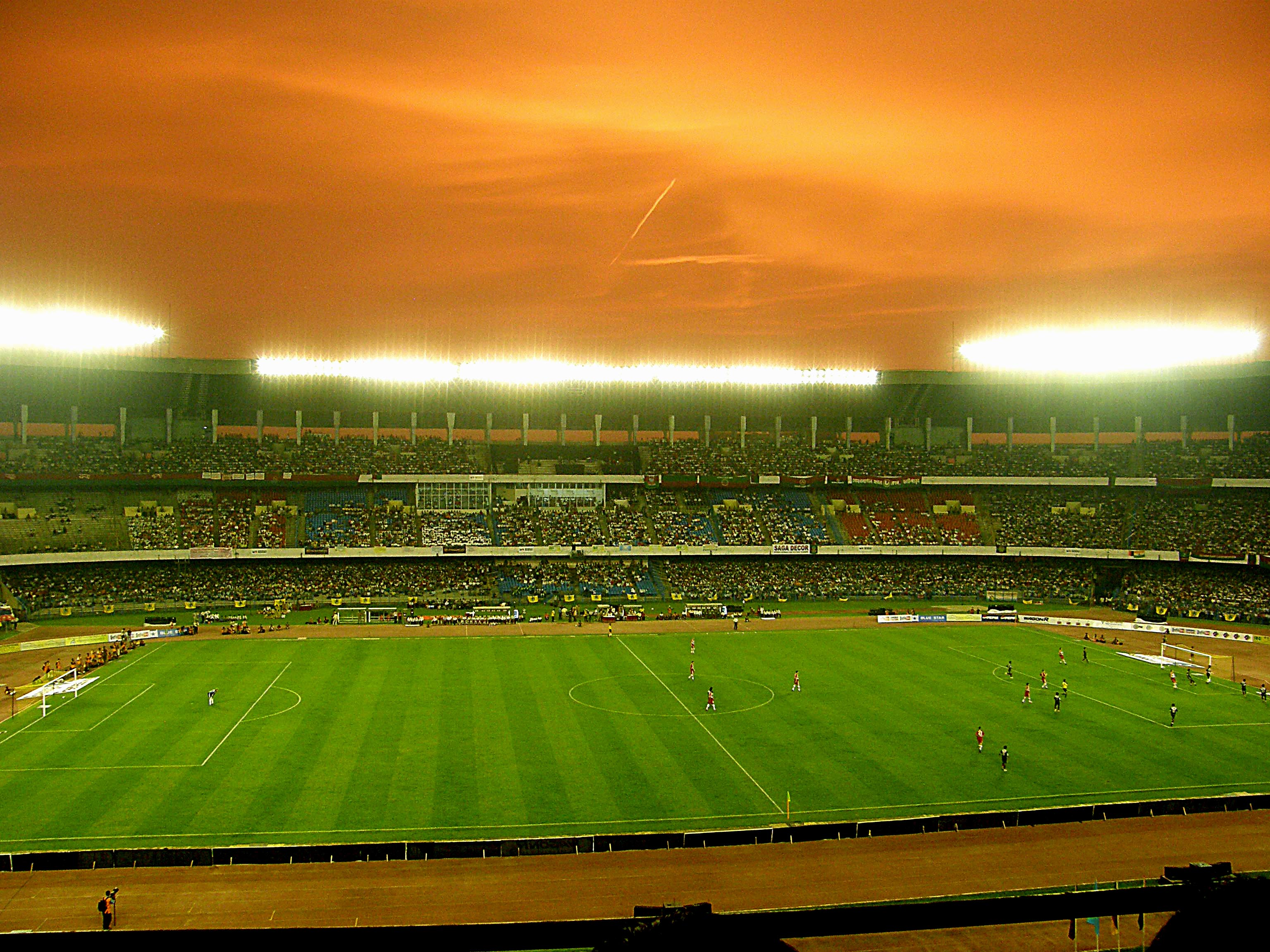
Стадіон «Солт-Лейк»

На цьому стадіоні команда грає матчі в I-Лізі і Кубку АФК.

### «Іст Бенгал Граунд»
«Іст Бенгал Граунд» знаходиться в Калькутті і є домашньою ареною клубу, в основному для ігор Футбольної ліги Калькутти. Стадіон вміщує 23 500 осіб.

## Вболівальники і суперництво
«Іст Бенгал» є одним з найбільш підтримуваних клубів в Азії. Історично команда була підтримана мігрантами з колишньої індійської частина Східної Бенгалії, сучасний Бангладеш. З іншого боку, їх головних суперників «Мохун Баган» в основному підтримується населенням із Західної Бенгалії.
Після здобуття незалежності Східної Бенгалії Калькуттське дербі перетворилось у жорстке суперництво, яке досягло свого піку в 1960-х і 1970-х роках і до цих пір залишається одним з найпринциповіших дербі Індії.
«Іст Бенгал» також має суперництво з іншою командою міста — «Мохаммедан», яке також відоме як «міні-дербі».

## Виробники форми і спонсори
| Період    | Комплект    | Спонсор сорочки |
| --------- | ----------- | --------------- |
| 1997-1998 | Adidas      | Khadims         |
| 1998-2009 | Reebok      | Kingfisher      |
| 2009-2013 | Nike        | Kingfisher      |
| 2013-2017 | Shiv-Naresh | Kingfisher      |
| 2017-2018 | Perf        | Kingfisher      |

## Досягнення
- Національна футбольна ліга (I-Ліга з 2007 року)

Чемпіон (3): 2000-01, 2002-03, 2003-04
- Кубок Федерації

Володар (8): 1978, 1980, 1985, 1996, 2007, 2009, 2010, 2012
- Суперкубок Індії

Володар (3): 1997, 2006, 2011
- Супер Кубок

Володар (1): 2024
- Футбольна ліга Калькутти

Чемпіон (39): 1942, 1945, 1946, 1949, 1950, 1952, 1961, 1966, 1970, 1971, 1972, 1973, 1974, 1975, 1977, 1982, 1985, 1987, 1988, 1989, 1991, 1993, 1995, 1996, 1998, 1999, 2000, 2002, 2003, 2004, 2006, 2010, 2011, 2012, 2013, 2014, 2015, 2016, 2017
- Щит ІФА

Володар (29): 1943, 1945, 1949, 1950, 1951, 1958, 1961, 1965, 1966, 1970, 1972, 1973, 1974, 1975,1976, 1981, 1983, 1984, 1986, 1990, 1991, 1994, 1995, 1997, 2000, 2001, 2002, 2012, 2018
- Кубок Дюранда[en]

Володар (16): 1951, 1952, 1956, 1960, 1967, 1970, 1972,1978, 1982, 1989, 1990, 1991, 1993, 1995, 2002, 2004
- Кубок Роверсас[en]

Володар (10): 1949, 1962, 1967, 1969,1972. 1973, 1975, 1980, 1990, 1994